# INHBB
Inhibin, beta B (INHBB) je protein koji je kod ljudi kodiran INHBB genom. INHBB je podjedinica u aktivinu i inhibinu, blisko srodnim glikoproteinima sa suprotnim biološkim destvima.

## Funkcija
Inhibini su heterodimerni glikoproteini koji se sastoje od α podjedinice (INHA) i jedne od dve homologne, ali različite, β podjedinice (βA ili βB, ovog proteina). iRNK za dve podjedinice je prisutna u jajnicima odraslih pacova. Inhibin se može specifično vezati za testikularne interstinalne ćelije tokom razvića i ima značajnu ulogu u regulaciji produkcije testosterona Lejdigovih ćelija ili funkcionisanju interstitinalnih ćelija.

## Literatura
- Ying SY (1988). „Inhibins and activins: chemical properties and biological activity.”. Proc. Soc. Exp. Biol. Med. 186 (3): 253—64. PMID 3122219.
- Munz B; Hübner G; Tretter Y;  . (1999). „A novel role of activin in inflammation and repair.”. J. Endocrinol. 161 (2): 187—93. PMID 10320815. doi:10.1677/joe.0.1610187.
- Welt CK (2002). „The physiology and pathophysiology of inhibin, activin and follistatin in female reproduction.”. Curr. Opin. Obstet. Gynecol. 14 (3): 317—23. PMID 12032389. doi:10.1097/00001703-200206000-00012.
- Shav-Tal Y, Zipori D (2003). „The role of activin a in regulation of hemopoiesis.”. Stem Cells. 20 (6): 493—500. PMID 12456957. doi:10.1634/stemcells.20-6-493.
- Lahlou N, Roger M (2005). „Inhibin B in pubertal development and pubertal disorders.”. Semin. Reprod. Med. 22 (3): 165—75. PMID 15319819. doi:10.1055/s-2004-831892.
- Mathews LS, Vale WW (1991). „Expression cloning of an activin receptor, a predicted transmembrane serine kinase.”. Cell. 65 (6): 973—82. PMID 1646080. doi:10.1016/0092-8674(91)90549-E.
- Schmelzer CH; Burton LE; Tamony CM;  . (1990). „Purification and characterization of recombinant human activin B.”. Biochim. Biophys. Acta. 1039 (2): 135—41. PMID 2364091. doi:10.1016/0167-4838(90)90178-I.
- Mason AJ, Berkemeier LM, Schmelzer CH, Schwall RH (1990). „Activin B: precursor sequences, genomic structure and in vitro activities”. Mol. Endocrinol. 3 (9): 1352—8. PMID 2575216. doi:10.1210/mend-3-9-1352.
- Feng ZM, Bardin CW, Chen CL (1989). „Characterization and regulation of testicular inhibin beta-subunit mRNA”. Mol. Endocrinol. 3 (6): 939—48. PMID 2739657. doi:10.1210/mend-3-6-939.
- Barton DE; Yang-Feng TL; Mason AJ;  . (1989). „Mapping of genes for inhibin subunits alpha, beta A, and beta B on human and mouse chromosomes and studies of jsd mice”. Genomics. 5 (1): 91—9. PMID 2767687. doi:10.1016/0888-7543(89)90091-8.
- Burger HG, Igarashi M (1988). „Inhibin: definition and nomenclature, including related substances”. Endocrinology. 122 (4): 1701—2. PMID 3345731. doi:10.1210/endo-122-4-1701.
- Mason AJ, Niall HD, Seeburg PH (1986). „Structure of two human ovarian inhibins”. Biochem. Biophys. Res. Commun. 135 (3): 957—64. PMID 3754442. doi:10.1016/0006-291X(86)91021-1.
- Martens JW; de Winter JP; Timmerman MA;  . (1997). „Inhibin interferes with activin signaling at the level of the activin receptor complex in Chinese hamster ovary cells”. Endocrinology. 138 (7): 2928—36. PMID 9202237. doi:10.1210/en.138.7.2928.
- Mellor SL; Cranfield M; Ries R;  . (2001). „Localization of activin beta(A)-, beta(B)-, and beta(C)-subunits in humanprostate and evidence for formation of new activin heterodimers of beta(C)-subunit”. J. Clin. Endocrinol. Metab. 85 (12): 4851—8. PMID 11134153. doi:10.1210/jc.85.12.4851.
- Chapman SC, Woodruff TK (2001). „Modulation of activin signal transduction by inhibin B and inhibin-binding protein (INhBP)”. Mol. Endocrinol. 15 (4): 668—79. PMID 11266516. doi:10.1210/me.15.4.668.
- Salmenkivi K; Arola J; Voutilainen R;  . (2001). „Inhibin/activin betaB-subunit expression in pheochromocytomas favors benign diagnosis”. J. Clin. Endocrinol. Metab. 86 (5): 2231—5. PMID 11344232. doi:10.1210/jc.86.5.2231.
- Bahathiq AO; Stewart RL; Wells M;  . (2002). „Production of activins by the human endosalpinx”. J. Clin. Endocrinol. Metab. 87 (11): 5283—9. PMID 12414903. doi:10.1210/jc.2001-011884.